# Българо-турски протокол (1909)
Българо-турският протокол от 6 април 1909 година е споразумение, с което Османската империя признава независимостта на Царство България срещу материални компенсации и гаранции за правата на мюсюлманите на българска територия.

## Предистория
Отхвърлянето на трибутарния статут от България на 22 септември 1908 предизвиква остра реакция на османските власти. Срещу отказа на султана от формалния контрол върху външната политика на София и южната част на страната (третирана съгласно Топханенския акт като османска провинция), те настояват за парични компенсации и корекции на границата в района на Одрин и поречието на Арда до Харманли. В отговор на военните демонстрации от османска страна, правителството на Александър Малинов е принудено да свика частична мобилизация на два пъти в рамките на три месеца (октомври 1908 – януари 1909). На предложението му да даде обезщетение от 10 милиона е отвърнато с искания за 572 милиона лева. През ноември 1908 българският пратеник в Цариград Андрей Ляпчев предлага максимума, на който София е готова – 82 милиона лева.
Развръзката в дипломатическата криза настъпва през януари 1909, когато руският външен министър Александър Изволски предлага общоприемлива формула за уреждане на материалните последици от акта на 22 септември. Съгласно неговото предложение, в началото на март е постигнато предварително споразумение – Руско-турски протокол (1909), с което Русия отписва част от контрибуциите, които Османската империя ѝ дължи след войната от 1877 – 1878 година. В замяна на това, османската страна се съгласява да се откаже от финансовите си претенции към България и да признае независимостта ѝ. След като българското правителство се съгласява да поеме дълг към Русия в размер на 82 милиона, на София и Цариград остава да уредят помежду си само въпросите, свързани с имуществото на османската държава и мюсюлманската общност на българска територия.

## Значение
Българо-турският протокол слага край на опасността от война между двете държави и на Балканската криза, предизвикана от обявяването на българската независимост, както и от австро-унгарската анексия на Босна и Херцеговина. Броени дни след сключването му, независимостта на България е призната от всички Велики сили.